# José Luiz Ferreira Rodrigues
José Luiz Ferreira Rodrigues (nacido el 6 de julio de 1946) es un exfutbolista brasileño y entrenador.
Jugaba de defensa y su único club fue el Palmeiras de Brasil. En total, disputó 389 partidos y convirtió 7 goles. Ganó la Campeonato Brasileño de Serie A en 1969, 1972 y 1973.
En 1997, Zeca se transformó en entrenador asistente de Kawasaki Frontale. En 2000, ascendió a entrenador principal como sucesor de Ikuo Matsumoto y dirigió al club en esta temporada. En mayo de 2000, renunció a su cargo.

## Clubes

### Como futbolista
| Club      | País   | Año         |
| --------- | ------ | ----------- |
| Palmeiras | Brasil | 1969 - 1977 |

### Como entrenador
| Club              | País  | Año  |
| ----------------- | ----- | ---- |
| Kawasaki Frontale | Japón | 2000 |

## Palmarés

### Títulos nacionales
| Título                          | Club      | País   | Año  |
| ------------------------------- | --------- | ------ | ---- |
| Campeonato Brasileño de Serie A | Palmeiras | Brasil | 1969 |
| Campeonato Brasileño de Serie A | Palmeiras | Brasil | 1972 |
| Campeonato Brasileño de Serie A | Palmeiras | Brasil | 1973 |